# Strande
Strande est une commune de l'arrondissement de Rendsburg-Eckernförde, Land de Schleswig-Holstein.

## Géographie
La commune se situe à 20 km au nord du centre-ville Kiel, juste à la limite de l'agglomération, dans la presqu'île du Dänischer Wohld, sur la mer Baltique.
Elle regroupe les quartiers de Strande, Mühlenteich, Eckhof, Freidorf, Marienfelde, Alt-Bülk, Neu-Bülk.
La commune est voisine de Schwedeneck, Dänischenhagen et Kiel-Schilksee avec le Centre Olympique.

## Histoire
Strande est une ancienne base militaire (fermée en 1998) de la Bundeswehr.
En 2018, Strande s'est jumelée avec la commune du Rayol-Canadel-sur-Mer.